# Танцовщица из Идзу: Там, где распускаются цветы любви
«Танцо́вщица из И́дзу: Там, где распуска́ются цветы́ любви́» (яп. 恋の花咲く　伊豆の踊子 кой но хана саку идзу но одорико); англ. The Dancing Girl of Izu) — немой фильм-драма режиссёра Хэйноскэ Госё, вышедший на экраны 2 февраля 1933 года. Экранизация короткого рассказа «Танцовщица из Идзу» известного писателя Ясунари Кавабаты, лауреата Нобелевской премии по литературе (1968). В главной роли звезда японского кино XX века Кинуё Танака.

## Сюжет
Япония начала XX века. В фильме показана история любви студента Мидзухары (яп. 水原) и юной танцовщицы Каору (яп. 薫) из труппы бродячих актёров, шагающих по дорогам страны в поисках заработка. Тогда бродячие актёры были настоящими изгоями — их каждый мог обидеть, оскорбить, и некому было за них заступиться. Студент Мидзухара, путешествующий по полуострову Идзу во время летних каникул, не прошёл мимо, когда увидел как местные жители несправедливо напали на Эйкити (яп. 栄吉), старшего в труппе бродячих актёров. Мидзухара присоединился к их группе и они продолжили путешествие вместе. В труппе кроме Эйкити были его жена и мать, а также четырнадцатилетняя сестра Каору.
Параллельно разворачивается ссора владельца гостиницы Юкаваро (яп. 湯川樓 юкаваро:) на горячих источниках Дзэмбэя (яп. 善兵衛 дзэмбэй) и его сына с инженером Куботой (яп. 久保田 кубота), который когда-то показал владельцу место для строительства и теперь требует компенсации, угрожая неприятностями. Владелец после долгих споров даёт Куботе немного денег.
Мидзухара, Эйкити и Каору прибывают на постоялый двор, однако Эйкити провожает Мидзухару в гостиницу. Между студентом и Каору пробежала искра и начало рождаться чувство любви, поэтому он недоволен. Эйкити встречает свою давнюю подругу-гейшу, которая приглашает его зайти в своё заведение попозже, так как сейчас у неё клиент. Вечером труппа выступает на вечеринке в Юкаваро, к ним врывается пьяный клиент, соблазнившийся красотой Каору. Кубота, отдыхавший в той же гостиницы, прибежал на шум и выгнал хулигана. Затем он напоил Эйкити, и отослал женщин из комнаты. Пьяному Эйкити Кубота внушил, что, когда Дзэмбэй покупал у Эйкити эту землю, он обманул его, так как Кубота сказал Дзэмбэю о наличии горячего источника, а тот ухватился за низкую цену. Разгневанный Эйкити направился в Юкаваро.
Хозяин гостиницы сказал Эйкити, чтобы тот прислал сестру в гостиницу, если хочет денег. Эйкити подумал, что речь шла о том, чтобы продать Каору в гейши, и сообщает это Каору, это же слышит и стоящий рядом Мидзухара. Каору говорит брату, что лучше она одна поедет работать в Токио, чем станет гейшей при гостинице. Мидзухара встречает Каору на улице и говорит, что она может обратиться к нему в случае неприятностей. Мидзухара приходит в гостиницу и требует у хозяина объяснений. Тот поясняет, что деньги от продажи лежат на банковском счёте Каору, и он хотел выдать её за своего сына, оградив от возможных опасностей дороги.
Эйкити и Каору посещают Мидзухару в Симоде, но он говорит, что должен немедленно вернуться в Токио, и уплывает, даже не показав Каору города. На пристани Мидзухара дарит Эйкити свой берет и просит Каору подарить ему гребень. Она в ответ просит разрешения написать Мидзухаре, но тот не отвечает ей, а упрашивает прекратить скитания и выйти замуж за сына хозяина Юкаваро. Когда лодка уже отплывает, Мидзухара внезапно говорит Каору, что любит её, и отдаёт свою ручку. Фильм заканчивается видом на пристань, где Каору смотрит вслед кораблю.

## В ролях
- Кинуё Танака — Каору, танцовщица
- Дэн Обината — Мидзухара, студент
- Токудзи Кобаяси[яп.] — Эйкити, брат Каору
- Кинуко Вакамидзу — Тиёко, его жена
- Эйко Такамацу — Отацу, его мать
- Сидзуэ Хёдо — Юрико, работница
- Дзюн Араи[яп.] — Дзэмбэй, хозяин Юкаваро
- Рюити Такэнака — Рюити, его сын
- Тёко Иида — гейша
- Такэси Сакамото — Хаттори
- Сидзуэ Акияма — горничная
- Киёси Сэйно — Кисаку
- Кикуко Ханаока — гейша
- Рэйкити Кавамура[яп.] — Кубота, инженер
- Рётаро Мидзусима — Тамура, полицейский

## О фильме
Первая экранизация «Танцовщицы из Идзу» (роман написан в 1926 году) с Кинуё Танакой в главной роли. Впоследствии выйдет ещё несколько экранизаций этого романа, но ни одна из них не превзойдёт фильм 1933 года, вошедшего в золотой фонд японского кинематографа.

## Другие экранизации этого произведения
- 1954 — «Танцовщица из Идзу» / Izu no odoriko, режиссёр Ёситаро Номура, в роли Каору — Хибари Мисора.
- 1963 — «Танцовщица из Идзу» / Izu no odoriko, режиссёр Кацуми Нисикава, в роли Каору — Саюри Ёсинага.
- 1967 — «Танцовщица из Идзу» / Izu no odoriko, режиссёр Хидэо Онти, в роли Каору — Ёко Найто[яп.].
- 1974 — «Танцовщица из Идзу» / Izu no odoriko, режиссёр Кацуми Нисикава, в роли Каору — Момоэ Ямагути[1].